# フランシス・オニール
フランシス・オニール (Francis O'Neill 、1848年8月28日–1936年1月28日)は、アイルランド出身のアメリカの警察官でありアイルランド伝統音楽(en:Folk music of Ireland)収集家(en:Irish music collecting)。彼の伝記を書いたニコラス・カロラン(Nicholas Carolan)は、"19世紀におけるアイルランド伝統ダンス音楽の進展に個人として最も偉大な影響を与えた人物"と評している。

## 生涯
オニールはコーク県バントリー(en:Bantry)近くのトラリベイン(Tralibane)で生まれた。幼いころから地元のミュージシャンたち、ピーター・ハガティー(Peter Hagarty)、コーマック・マーフィー(Cormac Murphy)、ティモシー・ダウリング(Timothy Dowling)に囲まれてその音楽を聴いていた。
16歳の時、彼はイングランドの商船の船員になった。ニューヨークへの航海で彼はクレア県フィークル出身の若いアイルランド系移民アンナ・ロジャース(Anna Rogers)に出会い、アメリカに移住した後にイリノイ州ブルーミントンで結婚した。
オニール一家はシカゴに移り、1873年にオニールはシカゴ市警察に就職した。彼はとても早く昇進し、最終的に本部長(Chief of Police)となってその職位を1901年から1905年まで務めた。彼は非凡な分別があり、能力よりも政治的な"引き"(pull)が重視されるとき、二人の異なる市長によって二度この地位に任命された. 
彼はフルート、フィドル、イリアン・パイプスを演奏し、活気のあった当時のシカゴのアイルランド人コミュニティの一角を担った。警察本部長にあった時、オニールはパトリック・オマホニー(Patrick O'Mahony)、ジェームズ・オニール(James O'Neill)、バーナード・デラニー(Bernard Delaney)、ジョン・マクファデン(John McFadden)、ジェームズ・アーリー(James Early)といった多くのアイルランド伝統音楽のミュージシャンを警察官に登用した。彼は、オニールに定期的に蝋管(wax cylinder、en:Phonograph cylinder)を送りあるいは彼に会うためシカゴを訪れていたパッツィ・トゥーヒー(en:Patsy Touhey)を含む、当時の有名なミュージシャンからチューンを収集した。また、彼は様々な出版物からもチューンを採集していた。
オニールは1905年に警察を退職した。その後彼は自分の情熱を収集した音楽を出版することに注いだ。

## 主な出版作品
オニールの手による主な出版物は以下のとおり。
- O'Neill's Music of Ireland (1903年)

1,850曲を収録。
- The Dance Music of Ireland (1907年)

1,001曲を収録。収集するチューンの数から"オニールの1001曲"(O'Neill's 1001)と呼ばれることがある。
- 400 tunes arranged for piano and violin (1915年)
- Waifs and Strays of Gaelic Melody (1922年)

365曲を収録。
- Irish Folk Music:  A Fascinating Hobby (1910年)

付録A：O'Farrells  Treatise and Instructions on the Irish Pipes(1797年-1800年出版)。付録B：パトリック・J・トゥーイー(en:Patrick Tuohy)によるHints to Amateur Pipers。
- Irish Minstrels and Musicians (1913年)

オニールがシカゴでチューンを収集した人物を含むミュージシャンたちの伝記。

## 伝記
2008年、ノースウェスタン大学出版局(en:Northwestern University Press)は、エレン・スカーレット(Ellen Skerrett)とメアリー・レッシュ(Mary Lesch、オニールの曾孫)の編纂による音楽的でない回顧録Captain O'Neill's Sketchy Recollections of an Eventful Life in Chicagoを、en:Irish Traditional Music Archiveの理事ニコラス・カロランの序文を受けて出版した。カロラン自身はオニールについての音楽的な伝記を書いており、 保存された収穫: フランシス・オニールとシカゴのアイルランド音楽(A Harvest Saved:Francis O'Neill and Irish Music in Chicago) と題してアイルランドの出版社オシアン(Ossian)から1997年に出版している。

## 遺産
警察本部長オニール(Chief O'Neill)の生涯を記念してミュージカル Music Mad: How Chief O'Neill Saved the Soul of Ireland が作られている。作者はアダム・B・ホワイトマン(Adam B. Whiteman)、劇的な要素とオニール自身の著作の２つの要素を併せもっており、オニールの曾孫メアリー・レッシュの承認と賛同を得て、2012年にシカゴで初演された。
2000年、トラリベイン(Tralibane)にあるオニールの家の敷地の隣でフルートを吹くフランシス・オニールの像が除幕された。この像と記念の壁はCaptain Francis O'Neill Memorial Companyの尽力によって実現したものである。
2013年8月、1回目のChief O'Neill Traditional Music Festivalがトラリベイン(Tralibane)から数マイルのコーク県バントリー(en:Bantry)で開催された。この2013年の行事は、1913年の著作O'Neill's Irish Minstrels and Musiciansの出版の100年記念祭として注目された。このフェスティバルは毎年開催される予定である。